# موبيل
موبيل (بالإنجليزية: Mobil)‏، تأسست في 1892.المعروفة سابقا باسم سوكوني فاكوم أويل (Socony-Vacuum Oil Company)، شركة نفط أمريكية كبرى، اندمجت مع شركة إكسون في عام 1999 لتشكيل الشركة أم تحت اسم إكسون موبيل، وكانت في السابق واحدة من الأخوات السبع التي سيطرت على صناعة النفط العالمية منذ منتصف عقد 1940 وحتى عقد 1970. يواصل اليوم اسم موبيل كعلامة تجارية كبرى داخل الشركة المشتركة، ولا يزال العمل يجري في محطات الوقود التي تحمل أسمها. كان مقر موبيل السابق في مقاطعة فيرفاكس وبعدها استخدمت مقر شركة إكسون موبيل في داونستريم حتى عام 2015 عندما دمجت شركة إكسون موبيل الموظفين في مجمع الشركات الجديد في سبرينغ، تكساس.
اليوم، تستمر موبيل كعلامة تجارية داخل الشركة المندمجة، فضلاً عن كونها محطة وقود في بعض الأحيان مقترنة بمتجرها الخاص أون ذا ران. يستخدم الاسم التجاري لشركة موبيل بشكل أساسي لتسويق زيوت المحركات، مثل موبيل 1. تم استخدام المقر الرئيسي السابق لشركة موبيل في مقاطعة Fairfax، فيرجينيا، كمقر رئيسي لشركة إكسون موبيل، حتى عام 2015 عندما قامت إكسون موبيل بدمج موظفيها في حرم جامعي جديد للشركة في سبرينج، تكساس.

## التاريخ
بعد تفكك شركة ستاندرد أويل في عام 1911، تم تأسيس ستاندار أويل كومباني أوف نيويورك (بالإنجليزية: Standard Oil Company of New York)‏ (أو «سوكوني») مع 33 شركة لاحقة أخرى. في عام 1920، سجلت الشركة اسم «موبيل أويل» كعلامة تجارية. كان هنري كلاي فولجر رئيسًا للشركة حتى عام 1923، عندما خلفه هربرت إل برات. ابتداءً من 29 فبراير 1928 على شبكة إن بي سي، وصلت سوكوني أويل إلى مستمعي الراديو ببرنامج كوميدي، سوكونو لاند سكيتش، كتبه ويليام فورد مانلي ويظهر آرثر ألين وباركر فينلي في دور سكان الريف في نيو إنجلاند. واصلت سوكوني رعاية العرض عندما انتقل إلى سي بي إس في عام 1934. في عام 1935، أصبح سوكوني سكيتشبوك مع كريستوفر مورلي وأوركسترا جوني غرين.

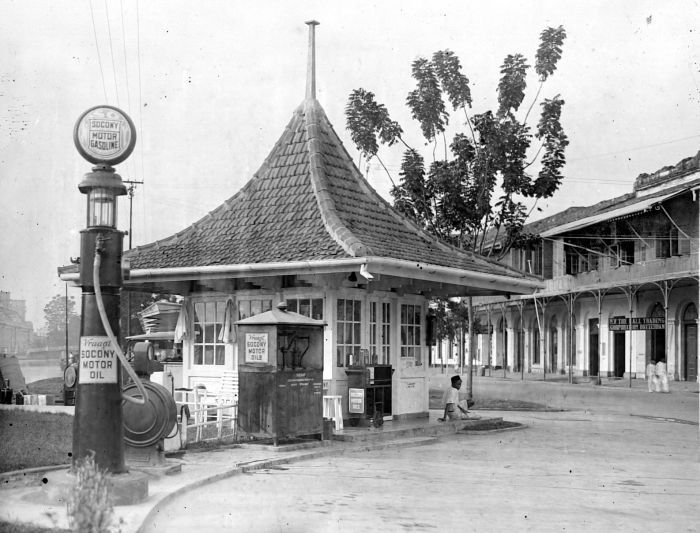
محطة بترول سوكوني في جزر الهند الشرقية الهولندية، 1931

في عام 1931، اندمجت شركة سوكوني مع شركة أخرى لتشكيل سوكوني-فاكيوم. في عام 1933، دمجت سوكوني فاكيوم وجيرساي ستاندار (التي كان لها إنتاج النفط والمصافي في إندونيسيا) مصالحها في الشرق الأقصى في مشروع مشترك بنسبة 50-50. شركة ستاندرد فاكيوم أويل، أو «ستانفاك»، كانت تعمل في 50 دولة، بما في ذلك نيوزيلندا والصين ومنطقة شرق إفريقيا، قبل أن يتم حلها في عام 1962. في عام 1935، افتتحت شركة سوكونوي فاكيوم أويل ميناء الماموث النفطي الضخم في جزيرة ستاتن والذي كان لديه قدرة على التعامل مع 250 مليون جالون من المنتجات البترولية سنويًا ويمكنه نقل النفط من الناقلات البحرية والصنادل النهرية.
في عام 1940، أدت ممارسات شراء البنزين في سوكوني فاكيوم إلى قضية قانون مكافحة الاحتكار الكبرى في الولايات المتحدة. شركة سوكوني فاكيوم أويل نشأت القضية مع ممارسات سوكوني فاكيوم المتمثلة في تنظيم كارتل بين شركات النفط «الكبرى» التي اشتروا فيها النفط - المعروف باسم «الزيت الساخن» - من منتجين مستقلين وتخزين الفائض في الخزانات للحد من توريد النفط المتوفر في السوق والحفاظ على سعر النفط مرتفعًا بشكل مصطنع. في مقررها المحكمة العليا الأمريكية قضت بأن بغض النظر عن الغرض من تحديد الأسعار أو إذا تفاوتت الأسعار، وكان مثل هذا السلوك غير قانوني في حد ذاته: «في ظل قانون شيرمان مزيج شكلت لهذا الغرض ومع تأثير رفع أو تثبيته أو تثبيته أو ربطه أو استقراره في سعر سلعة ما في التجارة الخارجية أو بين الولايات هو أمر غير قانوني في حد ذاته...» تظل هذه القاعدة قيد الاستخدام اليوم للاتفاقيات التي تظهر على وجهها لتقييد المنافسة دائمًا أو دائمًا تقريبًا وتقليل الإنتاج.
في عام 1955، تم تغيير اسم سوكوني فاكيوم إلى شركة سوكوني موبيل أويل كومباني. في عام 1963، غيرت اسمها التجاري من «موبيل أويل» إلى «موبيل» ببساطة، حيث قدمت شعارًا جديدًا (تم إنشاؤه بواسطة شركة شيرماييف وجيزمار للتصميم الجرافيكي في نيويورك). للاحتفال بالذكرى المئوية لتأسيسها في عام 1966، تم حذف «سوكوني» من اسم الشركة. من عام 1936 إلى عام 1968، قامت شركة موبيل برعاية اقتصاد يتم تشغيله كل عام (باستثناء خلال الحرب العالمية الثانية) حيث كانت السيارات المحلية لمختلف الشركات المصنعة في عدد من فئات الأسعار والحجم يقودها سائقون خفيفون في جولات عبر البلاد. نشأت ذا إيكونومي ران مع شركة جليمور أويل في كاليفورنيا في عام 1936 (والتي تم شراؤها من قبل سوكوني فاكيوم في عام 1940) وأصبحت فيما بعد شركة موبيلجاز إيكونومي ران، وما زالت فيما بعد شركة موبيل إيكونومي ران. وتأججت السيارات مدفوعة في المدى الاقتصاد مع موبيل البنزين، واستخدمت موبيل أويل ومواد التشحيم أيضا. السيارات التي حققت أعلى أرقام اقتصادية في استهلاك الوقود في كل فئة حصلت على اللقب المرغوب بصفتها الفائزة من موبيلجاز إيكونومي ران.
أثناء التورط الأمريكي في الحرب العالمية الثانية، 29 أبريل 1942، غرقت ناقلة سوكوني غير المصحوبة، واسمها موبيل أويل، بواسطة زورق ألماني (غواصة ألمانية من النوع IX U-108 بقيادة كلاوس شلوتز)، ونجا جميع الأشخاص البالغ عددهم 52 شخصًا بعد 86 ساعة على غير هدى في قوارب النجاة. احتلت شركة سوكوني-موبيل المرتبة 86 بين الشركات الأمريكية من حيث قيمة عقود الإنتاج العسكري في الحرب العالمية الثانية. على مر السنين، كانت موبيل من بين أكبر بائعي البنزين وزيوت المحركات في الولايات المتحدة، بل واحتلت المركز الأول خلال الأربعينيات ومعظم الخمسينيات من القرن الماضي. تشمل منتجات موبيل المختلفة خلال سنوات سوكوني فاكيوم وسوكوني-موبيل، خطوط ميترو وموبيلجاز وموبيلحاز سبيشال، موبيل فيول دياز، موبيل هيت وموبيل-فلام زيت التدفئة، موبيل كيروزين وغيرها.
في عام 1954، قدمت موبيل طراز موبيلجاز سبيشل الجديد والمحسن استجابة للاتجاهات نحو السيارات الجديدة التي تعمل بمحركات الضغط العالي التي تتطلب بنزين أعلى وأعلى من الأوكتان. تم الإعلان عن أحدث الصيغ من موبيلجاز سبيشال على أنها تقدم «ضبط في كل خزان» بسبب مجموعة من المواد الكيميائية المعروفة باسم «موبيل باور كومباوند» والتي تم تصميمها لزيادة الطاقة والتحقق من بينج المسبق للاشتعال وتصحيح اختلال شمعة الإشعال، والسيطرة على المماطلة ومكافحة التهام المكربن. في وقت لاحق، أعلنت حملات موبيل عن موبيلجاز باسم «نيو كار جازولاين» بعد إجراء اختبارات مكثفة خلال دورة موبيلجاز إيكونومي ران السنوية.
في عام 1958، غذت موبيل أول رحلة تجارية لطائرة بوينج 707 عبر المحيط الأطلسي باستخدام وقود الطائرات. تم تشغيل الرحلة بواسطة خطوط بان أمريكان العالمية، وتطير الرحلة من مدينة نيويورك إلى لندن.

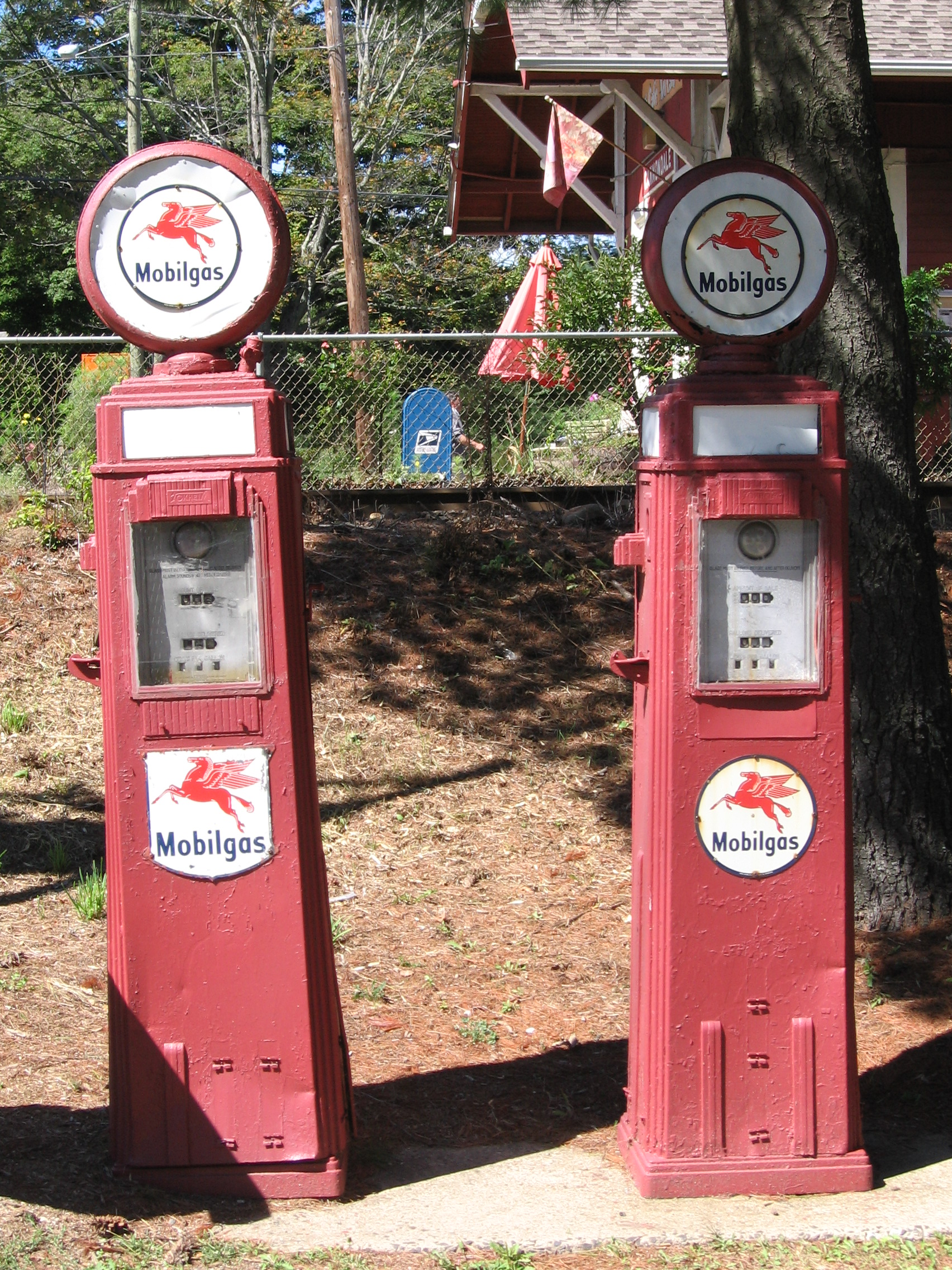
مضخات عتيقة، من صنع توخييم، باستخدام اسم المنتج "موبيلجاز" قبل عام 1962

في عام 1962، تم تغيير اسم خطوط إنتاج البنزين التي تم تسويقها باسم موبيلجاز وموبيلحاز سبيشل إلى موبيل ريجيلر وموبيل بريميوم في خطوة للتأكيد على الاسم التجاري المختصر «موبيل» في الجهود الترويجية، على الرغم من استمرار موبيل أويل كمصطلح من كلمة واحدة حتى السبعينيات. بعد بضع سنوات من الإعلان عن موبيل جازولاين باعتبارها «ميجاتان» المصنفة كوقود «عالي الطاقة»، بدأت موبيل، في عام 1966، في الترويج لوقودها العادي والممتاز على أنه «منظف للغازولين»، نظرًا لتضمينه مواد مضافة مصممة لـ المكربن النظيف وأجزاء المحرك الداخلية المختلفة. خلال أوائل سبعينيات القرن الماضي، أدار موبيل إعلانًا تجاريًا تلفزيونيًا يظهر فيه شخصية تُعرف باسم «السيد ديرت» لإظهار الآثار المدمرة للأوساخ على محركات السيارات والتي يمكن لخزان منظف موبيل بنزين موبيل أن يوفر علاجًا وطبًا وقائيًا ضد الأضرار التي يمكن أن تحدث. تؤدي إلى إصلاحات مكلفة.
شهد عام 1975 موبيل أويل تقوم ببناء بيرتيل، وهي أول منصة لإنتاج النفط البحري مصنوعة من الخرسانة. تنسب موبيل الفضل إلى بيرتيل في كونها النموذج الأولي لمنصات النفط العميقة القائمة على الخرسانة في بحر الشمال.
نظرًا لأن صانعي السيارات كانوا يتحولون بشكل جماعي من المحركات التي تعمل بالكربورات إلى المحركات التي تعمل بالوقود خلال أوائل الثمانينيات وحتى منتصف الثمانينيات، وثبت أن إضافات المنظفات الموجودة في معظم أنواع البنزين المتاحة لم تكن كافية لمنع انسداد الحقن، مما أدى إلى مشاكل في القيادة، تلقت موبيل أوسمة من قامت شركة جنرال موتورز وشركات صناعة السيارات الأخرى بزيادة تنظيف البنزين الخالي من الرصاص في عام 1984 لمنع تكوين أو تراكم الترسبات عن طريق الحقن ولكن أيضًا لإزالة الرواسب الموجودة أثناء القيادة العادية. في نهاية 1980s تباع موبيل محطات الوقود في النرويج والسويد والدنمارك ونورسك هايدرو، الذي تحول لهم في هيدرو المحطات.
في أكتوبر 1983، استقال هوارد ب. كيك من منصبه كمدير، بينما كان لا يزال يسيطر على 18.4 في المائة من الشركة، قائلاً إنه يريد بيع حصته في شركة سوبريور أويل. في أواخر عام 1983، تم التوصل إلى «هدنة غير مستقرة» بين اثنين من كبار المساهمين، الرئيس السابق هوارد ب. كيك وشقيقته ويلاميتا كيك داي. كان يوم في أبريل من ذلك العام  «قاد ثورة المساهمين» مما أدى إلى تغييرات في اللوائح الداخلية للرئيس، مما يتطلب من إدارة الشركة النظر في عروض الاستحواذ. كان هوارد كيك قد عارض تغيير اللائحة الداخلية. وعكس موقفه في اللوائح نوفمبر 1983  وكشف عن نيته بيع حصته. قبل عدة أشهر من مارس 1984، اتصلت عائلة كيك، التي كانت تمتلك ما مجموعه حوالي 22 في المائة من أسهم سيبيريور، بشركة موبيل كوربوريشن (التي أصبحت الآن جزءًا من إكسون موبيل) مع عرض لبيع أسهم العائلة. في مارس 1984، أعلنت موبيل أنها وافقت «سراً» على شراء نسبة 22 في المائة، وستعرض على حاملي الأسهم المتبقين في الشركة نفس السعر، بسعر 45 دولارًا للسهم. في مارس 1984، كانت شركة سيبيريور أويل في طور الاستحواذ على موبيل مقابل 5.7 مليار دولار. في ذلك الوقت كانت الشركة أكبر منتج للنفط في البلاد. تم الانتهاء من عملية الاستحواذ في سبتمبر 1984، مع سيبيريور، ثم مقرها في هيوستن، لتصبح شركة فرعية مملوكة بالكامل لشركة موبيل. كان خامس أكبر اندماج نفطي في التاريخ، حيث حققت الشركات المندمجة أكثر من 60 مليار دولار من المبيعات الإجمالية. من بين التغييرات الأخرى، في فبراير 1985، تم الإبلاغ عن أن موبيل كانت تخطط لبيع منجم ذهب غير مربح في أيداهو حصلت عليه عندما اشترت سيبيريور.
كان ويليام تافولارياس رئيسًا لشركة موبيل كوربوريشن حتى خلفه ألين موراي في عام 1984. نقلت موبيل مقرها من 150 شرق الشارع 42، مدينة نيويورك إلى مقاطعة فيرفاكس، فيرجينيا، في عام 1987. في نفس العام، باعت موبيل جميع محطاتها تقريبًا في غرب ولاية بنسلفانيا (بما في ذلك بيتسبرغ) لشركة ستاندار أويل أوف أوهايو (التي استحوذت عليها شركة بي بي مؤخرًا) وألغت عقود الامتياز مع بقية المحطات في المنطقة، مما أدى إلى سحب موبيل العلامة التجارية من المنطقة لمدة 29 عامًا حتى بدأ موقع يوني-مارت في كاروابوليس بولاية بنسلفانيا بيع بنزين موبيل في عام 2016.
في عام 1998، اتفقت موبيل وإكسون على الاندماج لإنشاء إكسون موبيل، والذي تم الانتهاء منه في 30 نوفمبر 1999. كان لو نوتو رئيسًا لشركة موبيل في وقت الاندماج، وكان والتر أرنهييم أمينًا للصندوق.

## العلامات التجارية

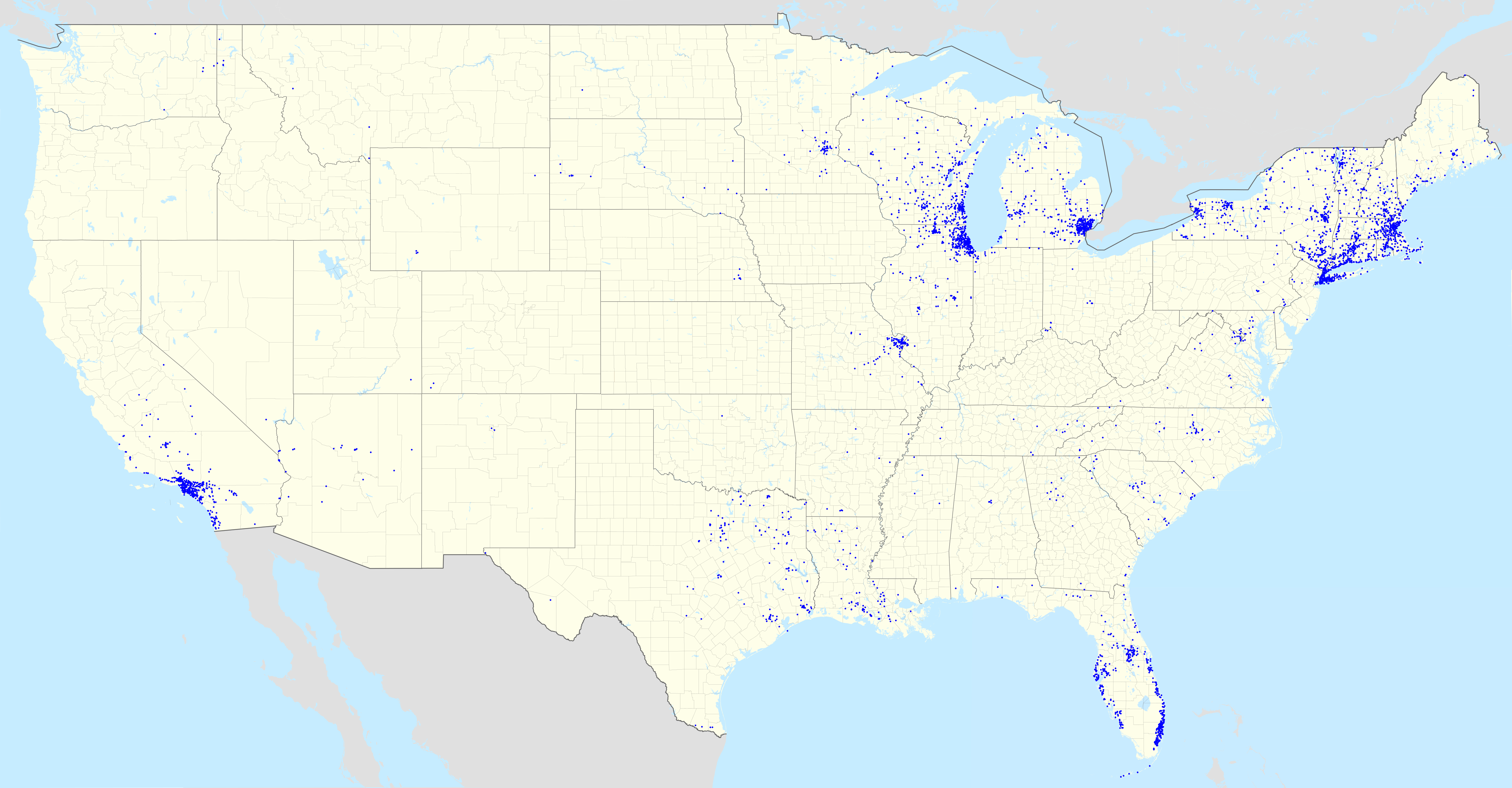
خريطة متاجر موبيل في الولايات المتحدة القارية

تواصل موبيل العمل كعلامة تجارية رئيسية لشركة إكسون موبيل داخل قسم الوقود والزيوت والتخصصات في إكسون موبيل. تتميز العديد من منتجاتها برمز موبيل للحصان الأحمر المجنح، Pegasus، والتي كانت علامة تجارية للشركة منذ انضمامها إلى شركة ماجنوليا بيتروليوم في الثلاثينيات.
تغطي علامة موبيل التجارية الآن بشكل أساسي مجموعة واسعة من زيوت السيارات والصناعية والطيران وزيوت التشحيم البحرية. لأسباب تاريخية، لا تزال محطات خدمة موبيل تستخدم علامة موبيل التجارية ومنتجات الوقود (البنزين والديزل وزيت التدفئة والكيروسين ووقود الطائرات والوقود البحري).

### موبيل بنزين

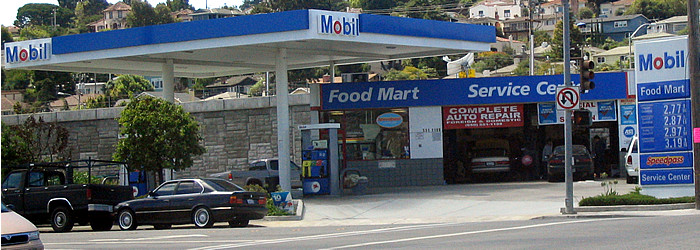
محطة وقود نموذجية موبيل

موبيل هي العلامة التجارية الرئيسية لبيع البنزين بالتجزئة لشركة إكسون موبيل في كاليفورنيا وفلوريدا ونيويورك ونيو إنجلاند والبحيرات العظمى والغرب الأوسط. تُستخدم ماركة موبيل أيضًا لتسويق البنزين في أستراليا وكندا (منذ 2017) وكولومبيا ومصر وغوام واليابان (حتى 2019) وماليزيا (حتى 2012) والمكسيك (بدءًا من الربع الأول تقريبًا من 2018) ونيوزيلندا ونيجيريا.
تتمتع علامة موبيل التجارية بحضور كبير في السوق في المناطق الحضرية التالية:
- منطقة نيويورك الحضرية (بما في ذلك نيو جيرسي منذ 2014)
- ديترويت
- شيكاغو
- لوس أنجلوس
- منيابولس سانت. بول
- بوسطن
- الجاموس
- سانت لويس
- تامبا سانت. بطرسبورغ
- ميامي فورت لودرديل
- روتشستر سيراكوز
- أورلاندو
- ميلووكي
- بروفيدنس
- ألباني
- هارتفورد

حققت متاجر موبيل تواجدًا متزايدًا في ولاية أريزونا. تزايد الحجم في منطقة فينيكس من أقل من 5 محطات إلى أكثر من 20. حققت متاجر موبيل أيضًا وجودًا متزايدًا في مناطق شمال غرب ولاية أوريغون وجنوب غرب واشنطن. إكسون هي العلامة التجارية الأساسية في بقية الولايات المتحدة، مع أعلى تركيز لمنافذ البيع بالتجزئة إكسون الموجودة في نيوجيرسي (يتم استخدام كل من علامتي إكسون وموبيل من 2014)، بنسلفانيا، تكساس (موبيل لديها عدد كبير من المحطات في دالاس وهيوستن) ولويزيانا (بشكل رئيسي نيو أورلينز وكذلك باتون روج) وفي ولايات وسط المحيط الأطلسي والجنوبية الشرقية. Esso هي العلامة التجارية الأساسية لشركة إكسون موبيل للبنزين في جميع أنحاء العالم. تُستخدم كل من علامتي إيسو وموبيل في كندا (منذ 2017)، وكولومبيا ومصر واليابان وماليزيا سابقًا، حيث تم تغيير العلامة التجارية إلى بترون في عام 2013، وإنيوس للأولى في عام 2019، بشكل منفصل. في محطات إيسو في هونغ كونغ وسنغافورة، تُستخدم علامة موبيل التجارية في خزانات الوقود، جنبًا إلى جنب مع إيسُّو.

### موبيل 1

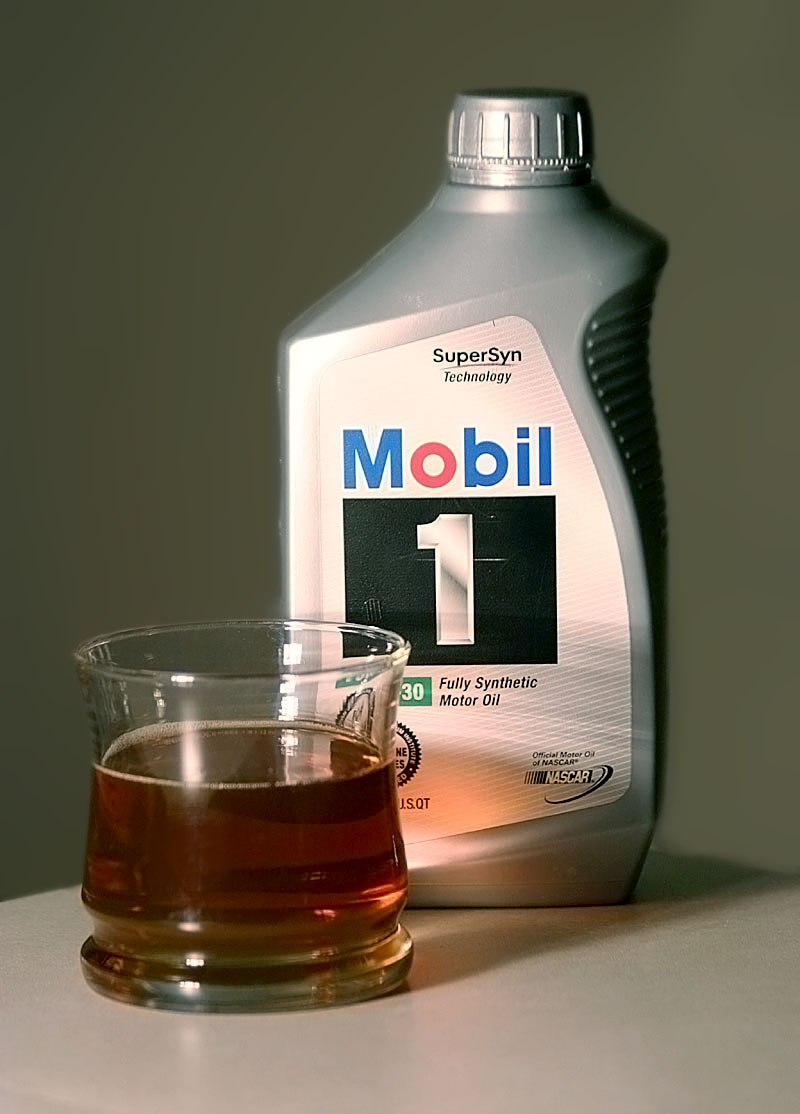
زجاجة زيت موتور موبيل 1

موبيل 1، خليفة العلامة التجارية موبيل أويل، هو الاسم التجاري لشركة إكسون موبيل. وقد عرض في عام 1974 باعتباره متعدد الصف 5W20 اللزوجة النفط الاصطناعية السيارات. تشمل العلامة التجارية الآن زيوت محركات متعددة الدرجات، وفلاتر الزيت، والشحوم الاصطناعية، وسوائل ناقل الحركة، ومواد تشحيم التروس. تم إيقاف العلامات التجارية لزيت المحركات إيسو وإكسون إلى حد كبير.

### موبيل ديلفاك
موبيل ديلفاك هي مجموعة من زيوت التشحيم للخدمة الشاقة المصممة للمركبات التجارية. تشمل المجموعة زيوت المحرك وسوائل ناقل الحركة وزيوت تشحيم نظام الدفع ومواد التشحيم المختلفة.

### موبيل الصناعية
موبيل الصناعيّة هي علامة تجارية فرعية لشركة إكسون موبيل لتسويق الزيوت والشحوم المستخدمة في التطبيقات الصناعية. خطوط الإنتاج الرئيسية هي زيوت موبيل إس آيتش سي الاصطناعية وشحوم موبيل جريز.

## الماركات السابقة

### محطات بنزين مخفضة

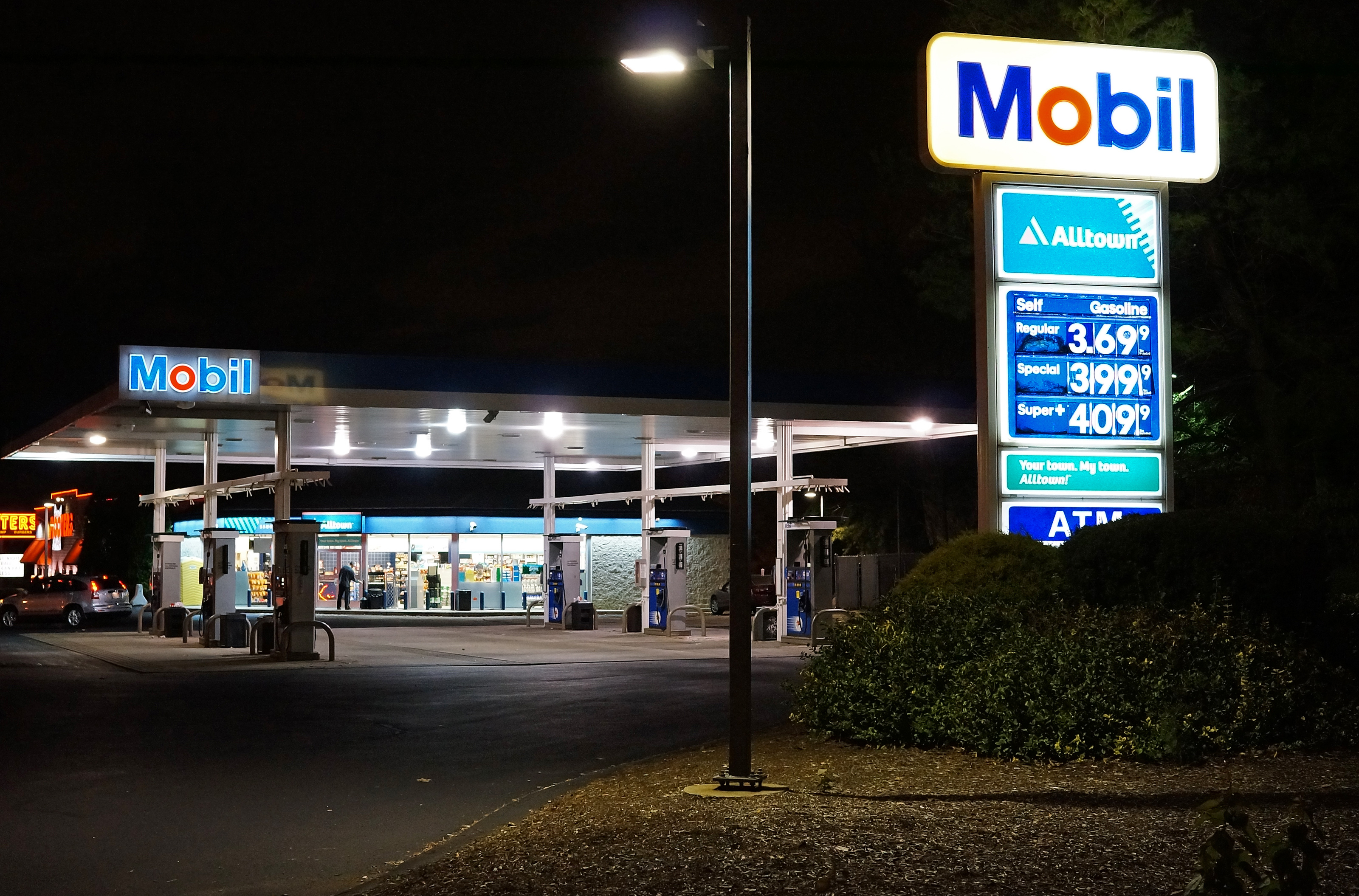
محطة بنزين موبيل الطريق 1، سوجوس، ماساتشوستس، منظر ليلي

أعادت موبيل تسمية العديد من المحطات إلى العلامات التجارية للبنزين المخفضة هاي-فال وريلو وسيليو بعد الزيادات الكبيرة في الأسعار التي أعقبت أزمة النفط في السبعينيات مما جعل عددًا كبيرًا من المستهلكين مدركين للغاية للأسعار. تم تحويل المحطات إلى محطات موبيل التي تبيع أغراض المتاجر في ردهة المحطة، بينما تم تأجير أماكن الخدمة للعملاء لإصلاح السيارات بأيديهم. تم إيقاف هذه العلامات التجارية في الثمانينيات، بعد أن انتعش سوق البنزين.

### المتاجر
قامت موبيل بتوسيع نطاق بيع سلع المتاجر التي كانت رائدة لأول مرة في محطات البنزين المخفضة التابعة لها تحت العلامة التجارية موبيل Mart. واصلت موبيل تحسين عروض متاجرها الصغيرة وتحسينها من خلال العلامة التجارية أون ذا ران سي-ستور، التي أثبتت أنها أكثر شهرة. تم بيع أون ذا ران لشركة أليمونتاسيون كوش-تار، مشغل سلسلة متاجر سيركل كاي. تم بيع بعض مواقع أون ذا ران إلى 7-إليفن.

### دليل السفر موبيل
كان دليل موبيل عبارة عن كتاب سنوي لتوصيات الفنادق والمطاعم بناءً على نظام طوره موبيل في عام 1958. لقد صنفت الشركات من نجمة واحدة إلى خمس نجوم وفقًا للجودة التي تم تقييمها. في أكتوبر 2009، رخصت إكسون موبيل العلامة التجارية لمجلة فوربس، والتي أعادت تسمية التسميات المختلفة للدليل، على سبيل المثال، دليل سفر فوريبس ودليل خمس نجوم لفوريبس وما إلى ذلك. أطلقت فوربس نسخًا منقحة من أدلة مختلفة في أواخر عام 2009.

## صفقة لوك أويل
في عام 2000، اشترت شركة لوك أويل الأصول المتبقية لشركة جيتي أويل وبدأت في فتح محطات لوك أويل في الولايات المتحدة في عام 2003. تم تحويل معظم مواقع لوك أويل الأمريكية إلى محطات جيتي، على الرغم من أن بعضها تم تحويله أيضًا من محطات موبيل التي تم شراؤها من كونوكو فيلبس عندما غادرت تلك الشركة الشمال الشرقي. في ربيع عام 2004، اشترت لوك أويل 779 محطة وقود من موبيل في جميع أنحاء نيوجيرسي وبنسيلفانيا، وفي عام 2005 بدأت في تحويلها إلى علامة لوك أويل التجارية. تم تحويل معظم مواقع نيو جيرسي موبيل إلى محطات لوك أويل، حتى أوائل عام 2010 عندما أعيد تحويل معظم محطات لوك أويل مرة أخرى إلى محطات موبيل في نصف شمال نيوجيرسي، بعد أن باعت لوك أويل معظم محطاتها مرة أخرى إلى العلامة التجارية موبيل التابعة لشركة إكسون موبيل.

## موبيل المملكة المتحدة
بدأت شركة فاكيوم أويل بيع زيوت التزليق في أوروبا في أواخر القرن التاسع عشر. بحلول الثلاثينيات من القرن الماضي، أصبحت موبيل أويل واحدة من العلامات التجارية الرئيسية. وسعت موبيل تدريجيًا عملياتها لتشمل بيع الوقود بالتجزئة أيضًا، وافتتحت أولى محطات الخدمة في المملكة المتحدة في أوائل الخمسينيات من القرن الماضي، بعد أن تم حل احتكار بول (بالإنجليزية: POOL)‏ في زمن الحرب. نمت موبيل لتصبح سابع أكبر علامة تجارية للبنزين في بريطانيا، حيث زودت 1,990 منفذًا في عام 1965، وادعت في منتصف الستينيات أنها أول شركة تشغل 100 محطة خدمة ذاتية. بالإضافة إلى مصالحها في المصب، كانت موبيل نشطة في بحر الشمال وقامت بتشغيل مصفاة نفط في كوريتون (افتتحت عام 1953)، على مصب نهر التايمز. في عام 1996، تم وضع عمليات وقود موبيل في أوروبا في مشروع مشترك مملوك بنسبة 70٪ لشركة بي بي، واختفت علامة موبيل التجارية من محطات الخدمة. واصلت موبيل بيع مواد التشحيم من خلال شركة بريتيش بتروليوم ومحطات الخدمة المستقلة. بعد اندماج موبيل مع إكسون، استحوذت بي بي في بداية عام 2000 على جميع أصول بيع البنزين بالتجزئة بالإضافة إلى مصفاة كوريتون (لكنها باعتها إلى بيترو بوليس في عام 2007). عادت موبيل إلى كونها علامة تجارية لزيوت التشحيم البحتة في أوروبا، وأصبحت الزيت عالي الجودة المعروض للبيع في محطات خدمة إيسو.

## موبيل أستراليا

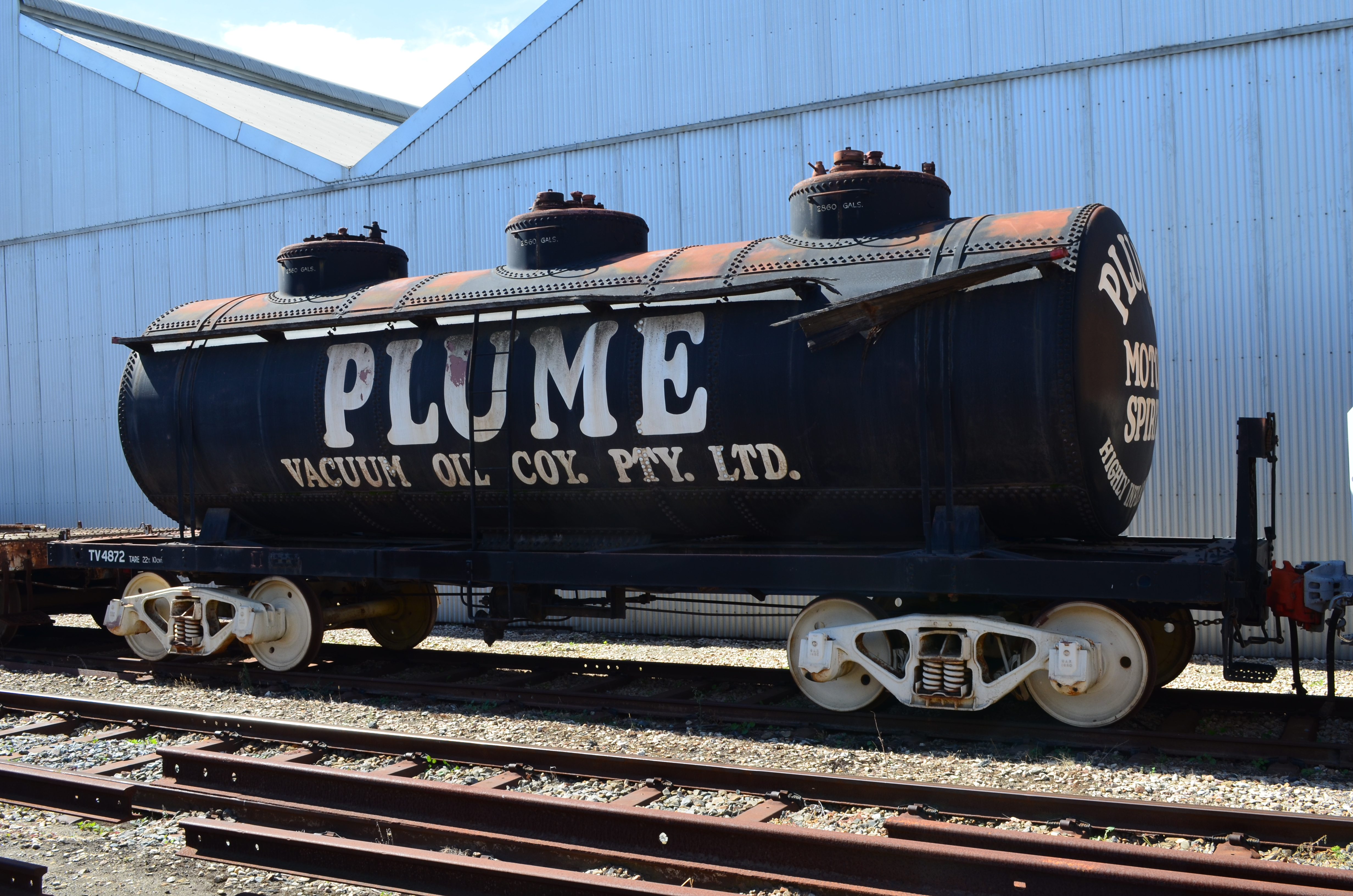
عربة صهريجية محفوظة من جنوب أستراليا للسكك الحديدية في زي ماركة بلوم. ثم تم استبدال بلوم بـموبيلجاز

بدأت شركة فاكيوم العمل في أستراليا في عام 1895، حيث قدمت ماركة بلوم للبنزين في عام 1916. تم تقديم شعار حصان مجنح (بيغاسوس) في عام 1939، وفي عام 1954، تم استبدال ماركة بلوم بـموبيلجاز. يقع مكتب شركة موبيل أستراليا في ملبورن. في عام 1946، بدأت موبيل في بناء مصفاتها في ألتونا، في الضواحي الغربية لملبورن، والتي أنتجت في الأصل زيوت التشحيم والقار، قبل البدء في إنتاج وقود السيارات في عام 1956. تم تشغيل مصفاة ثانية في ميناء ستانفاك، جنوب أديلايد، في عام 1963، ولكن تم إغلاقها في عام 2003. بدأت موبيل إزالة المصفاة في يوليو 2009، إلى جانب أعمال إصلاح الموقع.
في عام 1990، استحوذت موبيل على شبكة محطات الخدمة التابعة لشركة إيسو أستراليا. في 27 مايو 2009، أعلنت شركة كالتيكس أستراليا أنها ستستحوذ على 302 محطة خدمة موبيل في ملبورن وبريسبان وسيدني وأديلايد، رهنا بموافقة لجنة المنافسة والمستهلك الأسترالية. وأعلنت لجنة مكافحة الفساد والمحاسبة في وقت لاحق عن معارضتها لعملية الاستحواذ، مشيرة إلى احتمالية زيادة أسعار الوقود بسبب تناقص المنافسة.
في 27 مايو 2010، أعلنت شركة 7-إليفن أنها استحوذت على شبكة موبيل الأسترالية الكاملة المكونة من 295 محطة خدمة، مع استمرار توفير الوقود من قبل موبيل. في الوقت نفسه، أُعلن أن شركة 7-إليفن قد باعت 29 محطة خدمة من جنوب أستراليا لشركة بيريجرين كوربوريشن. شهد الاستحواذ على بيريجرين إعادة تسمية مواقع موبيل في جنوب أستراليا إلى متاجر أون ذا ران الصغيرة، لكنها استمرت في توفيرها من قبل موبيل. تضمنت أعمال تجديد وافتتاح متاجر 7-إليفن منذ عام 2013 وضعًا بارزًا لشعار موبيل (كمورد وقود مُعلن عنه)، عادةً تحت شعار 7-إليفن، على اللافتات الرئيسية وكذلك على مضخات البنزين.

## موبيل نيوزيلندا
موبيل هي أقدم شركة نفط في نيوزيلندا مع عمليات تجارية يعود تاريخها إلى عام 1896. بدأت العمل لأول مرة في نيوزيلندا تحت الاسم التجاري ستاندار أويل لبيع الكيروسين في سبعينيات القرن التاسع عشر. في أوائل عام 1896، أنشأت شركة فاكيوم أويل أوف نيويورك مكتب تسويق في شارع فيذرستون في ويلينجتون لبيع زيت المصابيح وتسخير الشحوم. لقد جلبت معه مهارات إنتاج جماعي وتسويق وإدارة واسعة النطاق قدمت تقدمًا كبيرًا في تنظيم الأعمال. هيمنت منتجات زيوت التشحيم المعدنية التي لا مثيل لها للشركة والخدمات المرتبطة بها بسرعة على السوق.

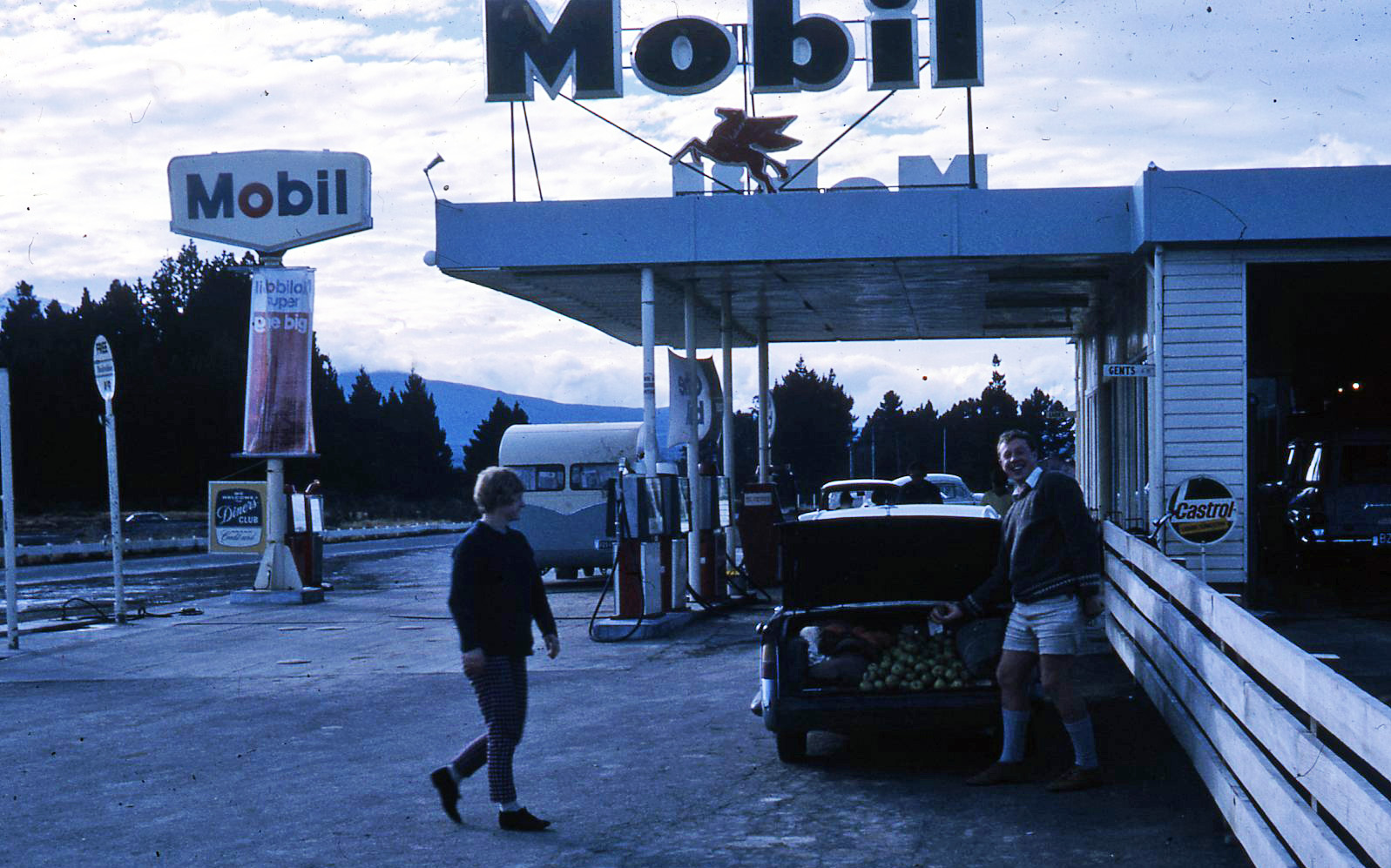
محطة موبيل في نيوزيلندا (1969). كانت العلامة التجارية أول شركة نفط تأسست هناك

عندما بدأ النيوزيلنديون في ركوب السيارات في أوائل القرن العشرين، توسعت شركة فاكيوم أويل في مجال تكرير النفط. نمت شبكة التسويق وأسطول النقل مع توسيع نطاق عملياتها. واصلت الشركة تلبية احتياجات نيوزيلندا من الوقود طوال الحرب العالمية الأولى التي تمتلك ما يقرب من خمسة وثمانين بالمائة من السوق. ومع ذلك، بعد الحرب، بدأت شركة فاكيوم أويل تواجه منافسة قوية للغاية من عدد من شركات النفط متعددة الجنسيات التي بدأت في إنشاء عملياتها في نيوزيلندا. ومن بين هؤلاء المنافسين شركة اتلانتيك يونيون أويل، وهي شركة أخرى من شركات إكسون موبيل التاريخية.
في 30 نوفمبر 1999، اندمجت شركة إكسون وموبيل أويل مع موبيل أويل نيو زيلاند ليميتد المملوكة الآن لكيان جديد هو إكسون موبيل. تمتلك الشركة حاليًا نسبة 17.2 في المائة في شركة التكرير النيوزيلندية المحدودة التي تدير مصفاة نفط في مارسدن بوينت. إنها توفر ما يقرب من عشرين بالمائة من إجمالي سوق الوقود في نيوزيلندا والتي يتم الحصول عليها من معظم منتجاتها من مصفاة مارسدن بوينت. تدير موبيل أويل نيو زيلاند ليميتد أكثر من مائة وخمسين موقعًا في جميع أنحاء البلاد إما كمحطات مملوكة لشركة موبيل أو بصفتها امتيازات. كما تدير ستة مواقع تخزين في جميع أنحاء البلاد مع الحفاظ على سمعتها كشركة بترول مهيمنة في نيوزيلندا.

## موبيل اليونان
افتتحت أول محطة بنزين موبيل في اليونان في 4 مارس 1955، وبحلول عام 1970 كان هناك حوالي 100 محطة. في 1 مارس 1999، أغلقت موبيل محطات الوقود المتبقية في اليونان.

## موبيل اليابان

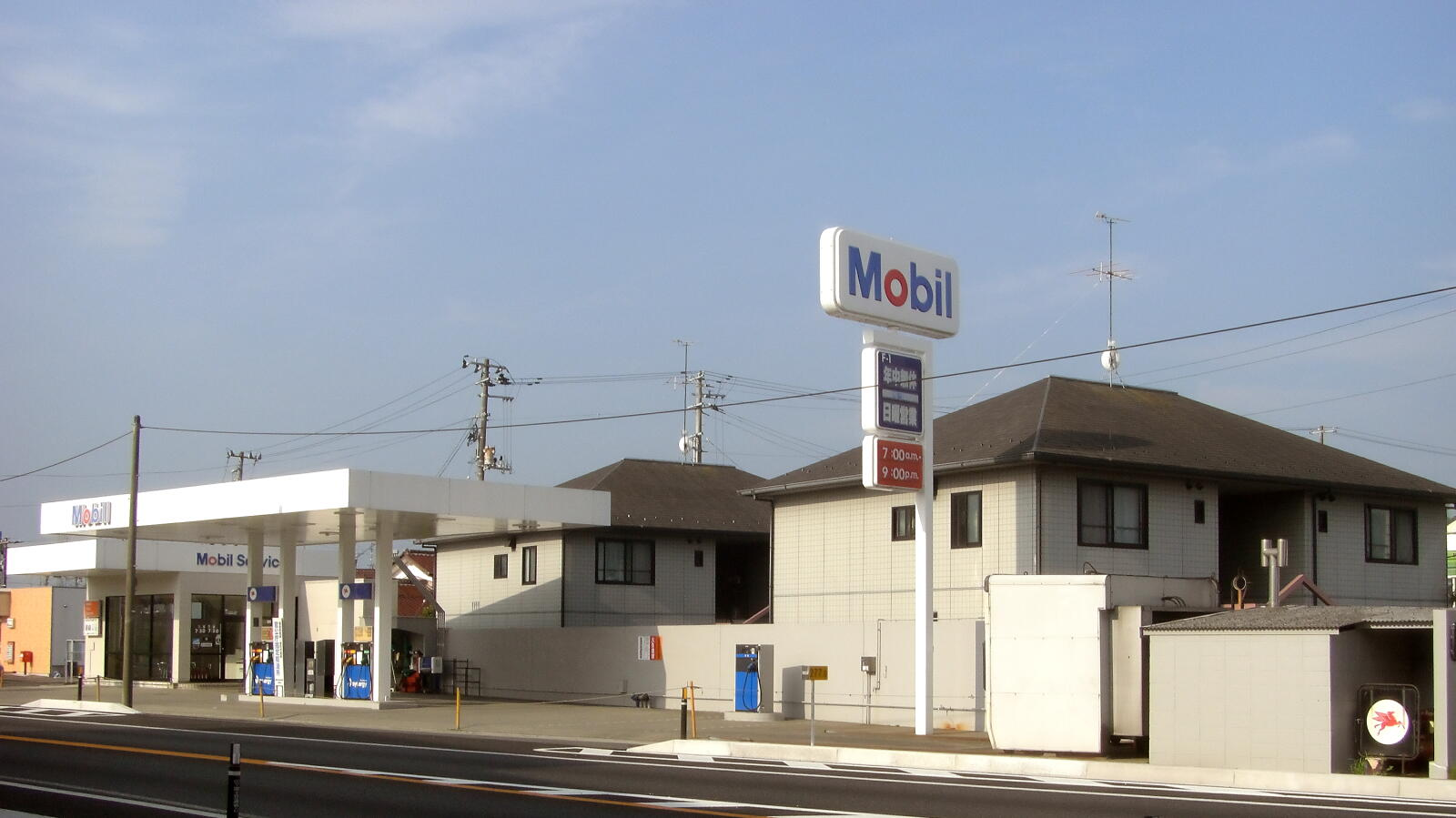
محطة موبيل اليابان 2008

منذ ستينيات القرن الماضي، كانت محطات إيسو وموبيل في اليابان تحت إدارة تونين جينرال سيكييو (بالإنجليزية: Tōnen General Sekiyu)‏، التي كانت تمتلك حصة مسيطرة مملوكة لشركة إكسون موبيل. في عام 2012، اشترت الشركة الكثير من حصة إكسون موبيل، مما قلصها إلى أقلية بنسبة 22٪. في عام 2016، باعت إكسون موبيل ما تبقى من حصتها. في عام 2017، أعلنت الشركة أنها ستندمج مع جي إكس جروب لتشكيل جيه أكس تي جي القابضة، مع أعمالها البترولية التي تعمل تحت اسم نيبون أويل. بعد الاندماج، أُعلن أنه سيتم التخلص التدريجي من علامتي إيسو وموبيل بحلول عام 2020، واستبدالها بعلامة إينوا التي نشأت في جي إكس.

## موبيل كندا
في أبريل 2017، باعت لوب لاو شبكتها المكونة من 213 محطة وقود (جميعها متصلة بمواقع متاجر البقالة المختلفة) لشركة بروك فيلد بيزنس بارتنرز. أعلنت شركة بروك فيلد أنها سترخص العلامة التجارية موبيل من إكسون موبيل لاستخدامها في هذه المواقع، مما يجعلها شقيقة لشبكة أمبريال أويل لمحطات الغاز التي تحمل علامة Esso في كندا. كجزء من اتفاقية البيع، تواصل محطات موبيل تقديم برنامج مكافآت لوب لاو بي سي أوبتيوم (الذي انضمت إليه إيسو أيضًا في العام التالي). صرَّحَ بروك فيلد أنه سيفتح المزيد من محطات موبيل خارج ممتلكات لوب لاو.

## موبيل مصر

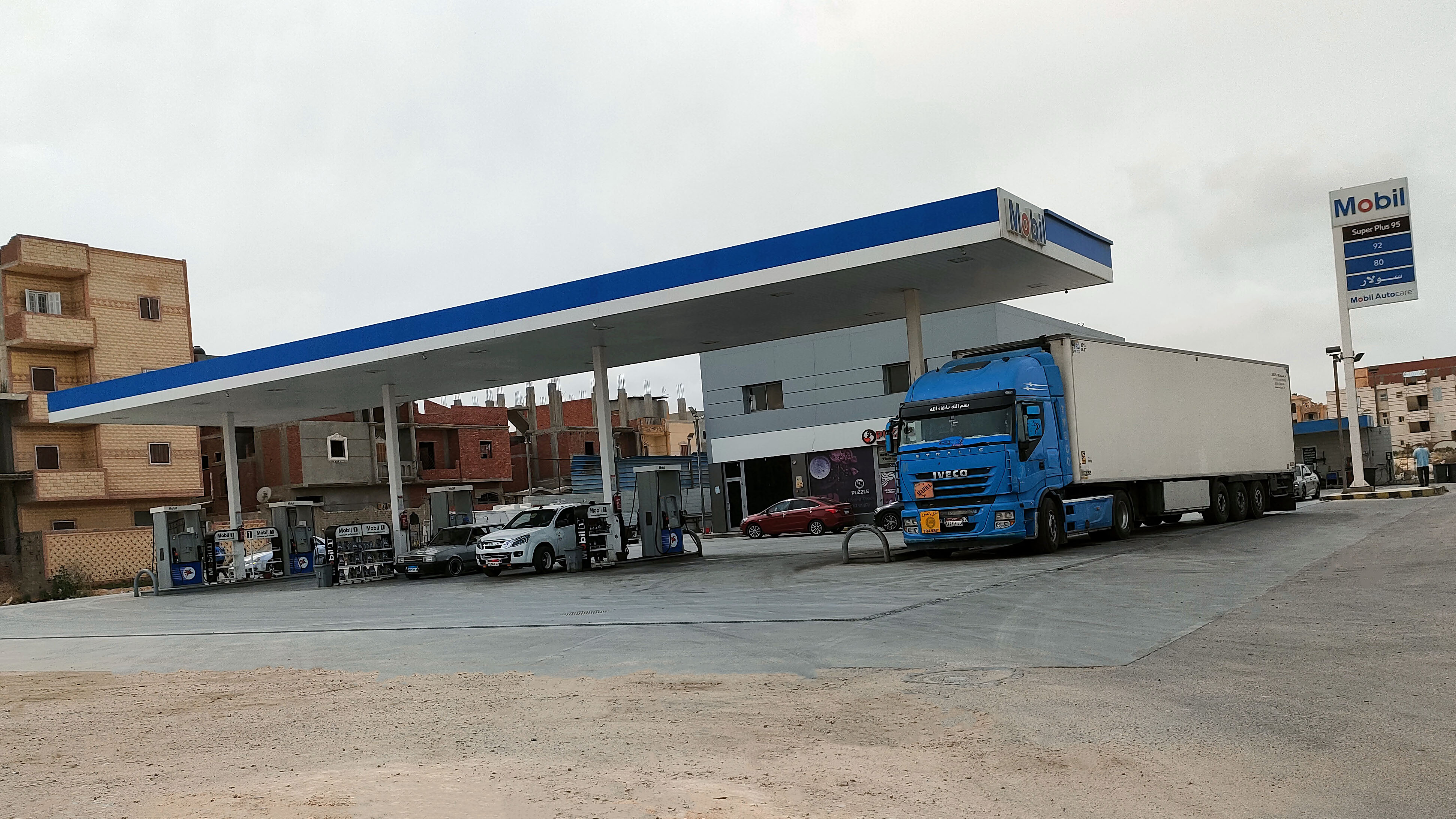
محطة وقود في برج العرب الجديدة بمصر

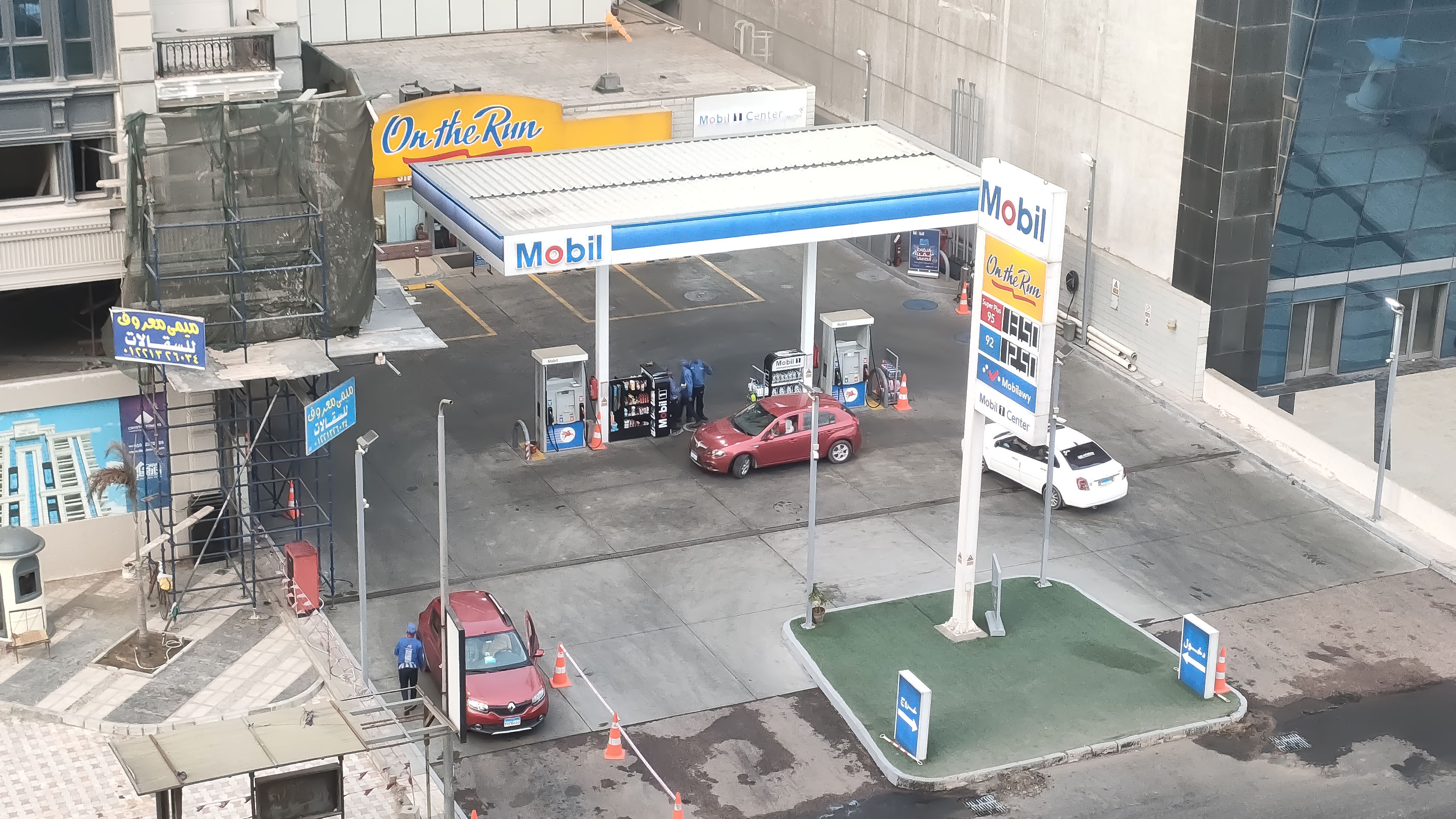
محطة وقود في الإسكندرية بمصر

في مصر، بدأت عمليات إكسون موبيل في عام 1902، وهي معروفة بتوفير مواد التشحيم والوقود عالية الجودة بالإضافة إلى منتجات الراحة. تقدم أكثر من 350 محطة خدمة وأكثر من 40 مركزًا من مراكز موبيل 1 ومجموعة متنوعة من المنتجات الصناعية وبرامج وخدمات التشحيم. تتميز بعض المحطات في القاهرة والإسكندرية والجيزة بمتاجر أون ذا ران الصغيرة.